# Hyperolius cystocandicans
Hyperolius cystocandicans là một loài ếch thuộc họ Hyperoliidae.
Đây là loài đặc hữu của Kenya.
Môi trường sống tự nhiên của chúng là đồng cỏ khô nhiệt đới hoặc cận nhiệt đới vùng đất thấp, đầm nước ngọt, đầm nước ngọt có nước theo mùa, đất canh tác, vùng đồng cỏ, và ao.
Chúng hiện đang bị đe dọa vì mất môi trường sống.